# Geovânio Bonfim Sobrinho
Geovânio Bonfim Sobrinho, noto come Wando (Rio de Janeiro, 18 marzo 1963), è un ex calciatore brasiliano, di ruolo attaccante.

## Caratteristiche tecniche
Giocò nel ruolo di ala sinistra.

## Palmarès

### Club

#### Competizioni nazionali
- Campionato portoghese: 1

Benfica: 1986-1987
- Coppa del Portogallo: 3

Benfica: 1984-1985, 1985-1986, 1986-1987
- Supercoppa di Portogallo: 1

Benfica: 1985